# Ema Klinec
Ema Klinec (Kranj, 2 de julio de 1998) es una deportista eslovena que compite en salto en esquí.
Ganó cuatro medallas en el Campeonato Mundial de Esquí Nórdico entre los años 2021 y 2025.
Participó en dos Juegos Olímpicos de Invierno, entre los años 2018 y 2022, ocupando el quinto lugar en Pekín 2022, en la prueba de trampolín normal individual.

## Palmarés internacional
| Campeonato Mundial | Campeonato Mundial    | Campeonato Mundial | Campeonato Mundial  |
| Año                | Lugar                 | Medalla            | Prueba              |
| ------------------ | --------------------- | ------------------ | ------------------- |
| 2021               | Oberstdorf (Alemania) | Medalla de oro     | TN individual       |
| 2021               | Oberstdorf (Alemania) | Medalla de plata   | TN por equipo       |
| 2023               | Planica (Eslovenia)   | Medalla de bronce  | TN por equipo mixto |
| 2025               | Trondheim (Noruega)   | Medalla de plata   | TG por equipo mixto |